# Hierarquia da praxe académica

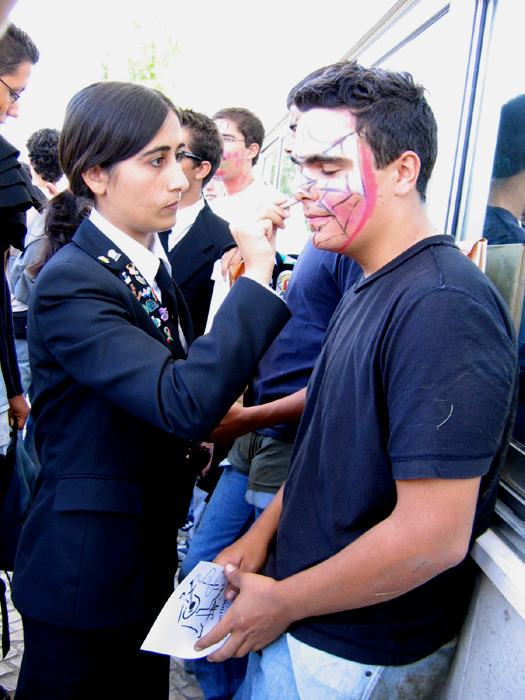
Trajada a maquilhar um Caloiro para uma atividade de Praxe.

Hierarquia académica é uma escala hierárquica dos estudantes do ensino superior em Portugal, criada pelos promotores da praxe académica.

## Ensino Superior em Portugal

### Universidade de Coimbra
A Praxe estrutura-se, segundo o seu código, numa hierarquia complexa. No topo da hierarquia, encontramos o Dux Veteranorum, que será em princípio o estudante com mais inscrições, sendo eleito pelo Magnum Concilium Veteranum (Magno Conselho de Veteranos).
Os Veteranos são todos os estudantes que têm mais inscrições do que as necessárias para acabar o curso, e após a Declaração de Bolonha, tem que estar também matriculados em Mestrado para o serem.
Para os menos atentos pode parecer que a Praxe divide os estudantes apenas em dois grupos: os "caloiros" (alunos da primeira matrícula) e os "doutores", tendo dentro desta última categoria vários graus hierárquicos, dependendo do número de inscrições.
Graus antes da adaptação a Bolonha
- Bicho - Estudantes do ensino secundário ou equivalente, da Universidade de Coimbra.
- Paraquedista - Colocado na Universidade de Coimbra, mas ainda não efectuou matrícula.
- Caloiro / Novatos - Os estudantes de cursos de licenciatura que estejam matriculados pela primeira vez e sem que antes se tenham matriculado em qualquer estabelecimento de ensino superior, português ou estrangeiro.
- Caloiro Estrangeiro - Os estudantes que, embora já tendo estado matriculados num estabelecimento de ensino superior, português ou estrangeiro, todavia estejam matriculados na Universidade em questão pela primeira vez.
- Pastrano - Estudante com uma matrícula, mas depois do início da Queima das fitas, até à 2ª matrícula. É caloiro, mas já pode usar a pasta da praxe e por isso se chama-se pastrano.
- Semiputo - Estudante com duas matrículas.
- Puto - Estudante com três matrículas.
- Quartanista - Estudante com quatro matrículas.
- Quartanista grelado - Estudante com quatro matrículas, mas que se encontra em condições de terminar o curso no próximo ano.
- Quintanista - Estudante com cinco matrículas.
- Quintanista fitado - Estudante com cinco matrículas, mas que se encontra em condições de terminar o curso nesse ano.
- Veterano - Estudante com mais matrículas do que as mecessárias para terminar o curso e que je tenha usado grelo ao menos por 3 dias.
- Dux Veteranorum - Estudante veterano que é eleito para ser o chefe de veteranos e a máxima autoridade da praxe académica.
- Dux Duxorum - Categoria honorífica atribuida pelo conselho de veteranos

Graus após adaptação à Declaração de Bolonha
- Bicho - Estudantes do ensino secundário ou equivalente, de Coimbra.
- Paraquedista - Colocado na Universidade de Coimbra, mas ainda não efectuou matrícula.
- Caloiro - Os estudantes do 1º ciclo que estejam matriculados pela primeira vez e sem que antes se tenham matriculado em qualquer estabelecimento de ensino superior, português ou estrangeiro.
- Caloiro Estrangeiro - Os estudantes que, embora já tendo estado matriculados num estabelecimento de ensino superior, português ou estrangeiro, todavia estejam matriculados na Universidade em questão pela primeira vez.
- Novato - O estudante que se matricula pela primeira vez no segundo ciclo e não tenha nenhuma matrícula no primeiro ciclo na Universidade durante o primeiro período de praxe.
- Pastrano - Estudante com uma matrícula, mas depois do início da Queima das fitas, até à segunda matrícula. É caloiro, mas já pode usar a pasta da praxe e por isso se chama-se pastrano.
- Semiputo - Sendo estudantes do primeiro ciclo de cursos de três anos, tenham duas matrículas, mas apenas durante o primeiro período de praxe. Ou sendo estudantes do 1º ciclo de cursos com quatro anos, tenham duas matrículas.
- Puto - Os que, sendo estudantes do primeiro ciclo de cursos de três anos, tenham duas matrículas, mas apenas durante o segundo,terceiro e quarto períodos de praxe. OU Todos os que, sendo estudantes do primeiro ciclo de cursos com quatro anos, tenham três matrículas.
- Candeeiro - Todos os que, sendo estudantes do primeiro ciclo de cursos de três anos, tenham três matrículas. Ou todos os que, sendo estudantes do primeiro ciclo de cursos com quatro anos, tenham quatro matrículas.
- Candeeiro grelado - Os estudantes que, preenchendo os requisitos de Candeeiro, ou um número superior de matrículas, tenham posto grelo em cerimónia de imposição de insígnias ou cortejo da latada, no início do ano lectivo. Só poderão pôr grelo, os que estiverem em condições de terminar o primeiro ciclo nesse ano lectivo.
- Candeeiro fitado - Os estudantes que, preenchendo os requisitos de candeeiro grelado, tenham posto fitas no dia do cortejo da Queima das Fitas.
- Duplo Candeeiro - Os que, tendo sido Candeeiro no ano lectivo anterior, não usaram insígnias pessoais.
- Bacharel - Os que, tendo um numero de matriculas superior aos anos do primeiro ciclo do curso e que tenham usado insígnias pessoais.
- Bolonhez - Os que estão matriculados pela primeira vez no segundo ciclo, ressalvando a condição de Novato.
- Marquez - Os que, por terem sido caloiros ou Novatos, não podem passar à categoria de veteranos; OU Os que, tendo duas matriculas no 2º ciclo, não estão em condições de terminar o mesmo;
- Veterano - Os que estando matriculados no segundo ciclo, foram caloiros nacionais, tenham usado grelo durante três dias, seguidos ou não, e tenham um número de matrículas igual ou superior ao número total de anos do seu primeiro e segundo ciclo; Apenas podem ascender à categoria de Veteranos os que tiverem usado insígnias pessoais na Universidade em questão.[2]
- Dux Veteranorum - O que, sendo veterano há mais de um ano, tiver sido eleito como tal em Conselho de Veteranos.

### Ciências da Universidade de Lisboa
Hierarquia da Faculdade de  (FCUL)
- Para-quedista: estudante vinculado à PRAXE, colocado numa licenciatura na FCUL, e antes de efectuar a primeira matrícula na mesma.
- Bicho: estudante vinculado à PRAXE com uma matrícula na FCUL e que ainda não participou na Cerimónia Solene de Passagem a Caloiro (Baptismo do Caloiro).
- Funus/Proto-ser (em Biologia): estudante vinculado à PRAXE com uma matrícula na FCUL e que já passou pela Cerimónia Solene de Passagem do Traçar da Capa.
- Pastrano: estudante vinculado à PRAXE com duas matrículas na FCUL e que tenha sido Funus/Proto-ser no ano lectivo anterior.
- Doutor: estudante vinculado à PRAXE com três matrículas na FCUL e que já tenha passado pela sua 2ª Semana Académica.
- Quartanista: estudante vinculado à PRAXE com quatro matrículas na FCUL e que tenha sido Doutor no ano lectivo anterior.
- Veterano Honorário: estudante vinculado à PRAXE com três ou quatro matrículas na FCUL e cujo Grau Hierárquico lhe seja concedido pelo CV do respectivo departamento.
- Veterano: estudante vinculado activamente à PRAXE com cinco ou mais matrículas na FCUL e que tenha sido Quartanista ou Veterano Honorário no ano lectivo anterior.

Universidade Lusófona (ULusófona) - Medicina Veterinária
Praxe é toda e qualquer atividade, desenvolvida pelos ILUSTRES e DIGNÍSSIMOS alunos da FMV-ULusófona, que vise a receção, acolhimento e integração dos alunos recém-chegados à mesma.
Nomenclaturas:
- CV - Conselho de Veteranos;

- CP - Comissão de Praxe;

- EP - Entidade Praxante;

- DAAP - Declaração de Aluno Anti-Praxe.

A hierarquia de Praxe Académica em escala ascendente é: 
- I - Besta – Pertencem a esta categoria: todos os alunos que façam pela primeira vez matrícula no Mestrado Integrado de Medicina Veterinária da ULHT, ou que frequentem pela 1ª vez a praxe da FMV-ULusófona até à sua presença e aprovação no tribunal de praxe (obrigatória caso queiram permanecer na praxe), bem como todos os que não sejam aprovados em Tribunal de Praxe.

- II - Caloiro – Pertencem a esta categoria: todos os alunos desde a realização e aprovação do seu tribunal de praxe, até ao seu enterro do Caloiro.

- III - Pastrano – Pertencem a esta categoria: todos os estudantes que estão vinculados à Praxe Académica e com até duas matrículas no Mestrado Integrado de Medicina Veterinária da ULusófona, que atenderam ao enterro do Caloiro.

- IV - Doutor – Pertencem a esta categoria: todos os estudantes que estão vinculados à Praxe Académica, que possuam três ou quatro matrículas no Mestrado Integrado de Medicina Veterinária da ULusófona. Os Caloiros do ano (2 matrículas) devem ser tratados por Doutores embora não sejam mais que Pastranos.

- V - Doutor Veterano – Pertencem a esta categoria: todos os estudantes que estão vinculados à Praxe Académica, que tenham cinco ou seis matrículas no Mestrado Integrado de Medicina Veterinária da ULusófona.

- VI - Veterano – Pertencem a esta categoria: todos os estudantes que estão vinculados à Praxe Académica que possuam mais matrículas que as necessárias à conclusão do curso da Faculdade de Medicina Veterinária da ULusófona.

- VII - Mestre – Pertencem a esta categoria: qualquer antigo membro da Comissão de Praxe que tendo finalizado o seu percurso académico na FMV-ULusófona deseje continuar a ser uma EP; • A sua presença e intervenção na Praxe deve ser solicitada e aprovada pelo atual Conselho de Veteranos e/ou Dux/Duxina; • Estes membros apenas poderão usar no exercício da praxe a capa, bem colocada e sem o traje académico, sendo que permanecem sujeitos a cumprir com o atual código de praxe.

- VIII - Dux/Duxina – Órgão máximo de todos os alunos vinculados à Praxe Académica, representa a Comissão de Praxe.

### Universidade de Aveiro
A hierarquia da Praxe na Universidade de Aveiro está intimamente ligada ao ex-libris da cidade, o sal. Portanto em Aveiro a Praxe chama-se Faina. Segundo a seguinte escala ascendente, a hierarquia é a seguinte:
- Aluvião - Lodo (masculino) ou Lama (feminino), em conjunto são chamados de Aluviões. Estudantes com 1 matrícula.
- Aluvião Insosso - Estudante com um mínimo de 1 matrícula noutra academia e mais 1 no Salgado Académico que mais tarde acumularão.
- Moliço - Grau atingido após passarem em frente à tribuna no Desfile do Enterro. A partir deste grau hierárquico podem trajar, devendo manter o Gabão (Capa) virgem, preto. Insígnia: Nó de Azelha, cores do curso
- Junco/Caniça - Estudante(s) com 2 matrículas. Junco para rapazes e Caniça para raparigas. A partir deste grau hierárquico podem trajar e usar insígnias. Insígnia: Nó de Coxim Redondo, Verde.
- Moço/Moça - Estudante(s) com 3 matrículas. Ao atingir este grau hierárquico passam a poder praxar, em adição ao atingido anteriormente. Insígnia: Nó de Coxim Redondo, Castanho
- Marnoto/Salineira - Estudante(s) com 4 matrículas. Insígnia: Nó de Coxim Redondo, Branco
- Mestre - Estudante com 5 matrículas ou mais. Após atingirem este grau passam a poder exercer direito de voto nas Grandes Caldeiradas dos Mestres. Insígnia: Uma rede de pescador, verde, a cobrir todas as insígnias adquiridas anteriormente

- Arrais/Varina - Estudante nomeado pelo Conselho do Salgado para coordenar as atividades de Faina de um curso no caso de não haver um Mestre. Para ser elegível tem que possuir no mínimo 3 matrículas (Moço/Moça).

Comissão de Faina - Conjunto de elementos que organizam as Fainas de um curso. Insígnia: Um Anzol na lapela direita
Conselho do Salgado - Composto por Conselheiros do Salgado que supervisionam toda e qualquer atividade  de Faina assegurando que o Código de Faina é cumprido à risca. Pode integrar este Conselho todos os que possuírem o grau hierárquico mínimo de Moço/Moça, desde que propostos pelo um Mestre ou autoproposto caso já detenham esse grau. Insígnia: Um saco de sal na lapela direita

Salgadíssima Trindade - Constituído por 3 elementos:
- Mestre do Salgado - Órgão máximo do Salgado Académico. Aquele que chefia toda e qualquer atividade de Faina nomeadamente o Grande Aluvião e a Roncada. Insígnia: Uma Pá do Sal, grande

- Mestre Pescador - Auxiliar direto do Mestre do Salgado. Insígnia: Lenço tabaqueiro preso ao pescoço por uma caixa de fósforos

- Mestre Escrivão - O Guardião supremo do Rol das Caldeiradas. Insígnia: O Rol de Caldeiradas

### Universidade da Beira Interior
A hierarquia da Praxe na Universidade da Beira Interior é, segundo uma escala descendente, a seguinte:
- Imperatorum – Seis ou mais matriculas eleito em Fórum Veteranum.
- Praxis - Cinco ou mais matrículas, eleitos pelo Imperatorum.
- Praetorum - Quatro ou mais matrículas, propostos pelo Praxis da sua respetiva Faculdade.
- Senadorum – Seis ou mais matriculas na UBI.
- Consulum - Cinco matriculas na UBI.
- Veteranum - Quatro matriculas na UBI.
- Grão-Mestre – Três matriculas na UBI.
- Mestre – Duas matriculas na UBI.
- Gladiadores – Alunos da UBI que se encontrem a cumprir serviço militar.
- Caloiro Pára-quedista – Pessoa deslocada de outra instituição superior que efectue a primeira matricula na UBI.
- Caloiro – Todos aqueles que estão matriculados na UBI pela primeira vez.
- Canen – São todos os estudantes que não estejam matriculados no ensino superior.
- Pastores – São todos aqueles que não pertencem às categorias anteriores mas que exerçam funções na UBI.
- Etruscos – Alunos Erasmus que se encontrem na UBI.

### Ciências da Universidade Nova de Lisboa
A hierarquia da Praxe patente na Faculdade de Ciências e Tecnologias da Universidade Nova de Lisboa (FCT-UNL), organiza-se da seguinte forma: 

#### Conselho de Praxe (CP) - Geral
- Magnum Praxis Presidentis

- Magnum Praxis Consiglieris
- Praxis Archivisti Generalis
- Praxis Inquisitoris Generalis (em número variável)

#### Comissão de Praxe (CoPe) - Específico de Curso
- Praxis Presidentis
- Praxis Consiglieris
- Praxis Archivisti
- Praxis Inquisitoris (em número variável)

#### Comunidade Praxante
- Caloiros - Os estudantes do primeiro ciclo matriculados ou em vias de se matricular num qualquer curso da FCT/UNL, sendo que este seja o seu primeiro ano de matrícula numa qualquer Instituição do Ensino Superior, português ou estrangeiro.
- Erasmus – Os estudantes matriculados na FCT/UNL ao abrigo do programa Erasmus.
- Bolognês – Os estudantes do segundo e terceiro ciclos, e demais graus, matriculados num qualquer curso da FCT/UNL, sendo que este seja o seu primeiro ano de matrícula na FCT/UNL, tendo frequentado outro estabelecimento de ensino superior.
- Pseudos – Os estudantes que tenham duas matrículas na FCT/UNL.
- Imediatos – Os estudantes que tenham três matrículas na FCT/UNL.
- Veteranos – Os estudantes que tenham quatro ou mais matrículas na FCT/UNL.

### Universidade do Minho
Hierarquia dos Membros da Universidade do Minho
Uma vez que Braga é uma cidade profundamente ligada à religião, os títulos utilizados na hierarquia praxística vão refletir exatamente isso:
- Caloiro - aquele que está matriculado num curso de 1º ciclo da academia pela primeira vez.
- Novilho/a - título dado após as Monumentais Festas do Enterro da Gata até à inscrição na segunda matrícula.
- Noviço/a - aquele que tem 2 matrículas na academia
- Frei/Freira - aquele que tem 3 matrículas na academia. Já pode praxar.
- Abade/Abadessa - aquele que tem 4 matrículas na academia.
- Cardeal - aquele que tenha pelo menos mais uma matrícula que as normais para finalizar o curso (exceptuando os cursos de 3 anos, em que é necessário ter mais duas matrículas) e obrigatoriamente um chumbo ou uma mudança de curso.
  - Cardeal de Curso - ocupa o maior grau hierárquico dentro dos respetivos cursos da academia.
  - Cardeal Ancião
  - Cardeal Patriarca - existem dois cardeais patriarcas, um no campus de Gualtar (Braga) e outro no campus de Azurém (Guimarães)
- Sua Santidade, o Papa - grau hierárquico mais elevado da praxe e o que preside o Cabido de Cardeais. Normalmente é o aluno com mais matrículas e é o representante máximo da academia.

Hierarquia dos Convertidos (Alunos que integraram, posteriormente, a Universidade do Minho.
- Caloiro - aquele que está matriculado num curso do 1° ciclo da academia pela primeira vez.
- Noviço/a - aquele que tem 2 matrículas na academia.
- Frei/Freira - aquele que tem 3 matrículas na academia. Encontra-se apto para praxar.
- Abade/Abadessa - aquele que tem 4 matrículas na academia.
- Bispo - aquele que tem 5 matrículas na academia.
- Arcebispo - aquele que tem 6 matrículas na academia.
- Cardeal - aquele que tenha pelo menos mais uma matrícula que as normais para finalizar o curso (exceptuando os cursos de 3 anos, em que é necessário ter mais duas matrículas) e obrigatoriamente um chumbo ou uma mudança de curso.
  - Cardeal de Curso - ocupa o maior grau hierárquico dentro dos respetivos cursos da academia.
  - Cardeal Ancião
  - Cardeal Patriarca - existem dois cardeais patriarcas, um no campus de Gualtar (Braga) e outro no campus de Azurém (Guimarães)
- Sua Santidade, o Papa - grau hierárquico mais elevado da praxe e o que preside o Cabido de Cardeais. Normalmente é o aluno com mais matrículas e é o representante máximo da academia.

### Instituto Politécnico de Setúbal
Títulos académicos
A hierarquia da Praxe é, segundo uma escala ascendente, a seguinte:
- Estefanilho

Pertencem a esta categoria os estudantes que efetuem a sua primeira matrícula de Ensino Superior em qualquer Escola do Instituto Politécnico de Setúbal (IPS).
- Choco

Pertencem a esta categoria os estudantes com mais que uma matrícula, que se tenham proposto à praxe, ou que a Arcádia Sadina, devido a comportamentos indevidos, considere como tal.
- Caloiro

Pertencem a esta categoria os Estefanilhos que já realizaram a cerimónia do Baptismo.
- Troiano

Pertencem a esta categoria os estudantes que são colocados numa das Escolas do IPS sob regime de transferência de Instituição de Ensino Superior. Após o Ritual de Purificação, passam a pertencer à categoria correspondente ao seu número de matrículas.
- Charroco(a)

Pertencem a esta categoria os estudantes que tenham efectuado duas matrículas.
- Veterano(a)

Pertencem a esta categoria os estudantes que tenham efectuado três matrículas.
- Bocageano/Todiana

Pertencem a esta categoria os estudantes que tenham efectuado quatro ou mais matrículas.
- Comissões de Praxe

Pertencem a esta categoria os Charroco(a)s, Veterano(a)s ou Bocageanos/Todianas (de cada curso ou escola do IPS) que tenham sido eleitos para pertencerem à Comissão. Têm por objetivo regular e fazer cumprir o Código de Praxe e Traje e a praxe organizada.
- Arcádia Sadina

A Arcádia Sadina é um órgão constituído exclusivamente por charrocos ou superiores, sendo constituída por sete membros (Sadinos). É constituído por um representante de cada Escola (o que perfaz um total de cinco) e dois representantes da Associação Académica do Instituto Politécnico de Setúbal (AAIPS).
- Mestre

Recebe este título o Sadino que tiver sido eleito como tal pela Arcádia Sadina. A sua eleição é feita anualmente.
- Elmano Sadino

Pertencem a esta categoria todos os Sadinos que, ao terminar as suas funções (excepto se for demitido), for distinguido por este título académico pela Arcádia Sadina.
- Presidência dos Órgãos da Associação Académica do Instituto Politécnico de Setúbal (AAIPS)

Pertencem a esta categoria os estudantes que tenham sido eleitos para a Presidência da Associação Académica do Instituto Politécnico de Setúbal (AAIPS).

### Instituto Superior Politécnico de Viseu
A hierarquia da Praxe, em escala ascendente, é a seguinte:
- Caloiro - Estudantes que efetuem a sua primeira matrícula no IPV, sendo esta também a primeira matricula no Ensino Superior.
- Romano - Estudantes que embora já tenham estado matriculados num outro estabelecimento de ensino superior público ou privado, português ou estrangeiro, estejam todavia matriculados pela primeira vez no IPV, até ao ritual de purificação realizado pelo Conselho de Viriato.
- Pastranos - Estudantes que tenham uma matrícula desde a abertura oficial da Semana Académica até à sua 2ª matrícula no ano letivo seguinte. Estudantes de uma matrícula, que tenham a matrícula efetuada em Março, desde o desfile do caloiro (latada) do ano letivo seguinte (comum), até à sua 2ª matrícula em Março do ano letivo seguinte.
- Doutor/Engenheiro/Enfermeiro - Estudantes do IPV que tenham um número de matrículas superior a uma e igual ou inferior ao número de anos do curso e sem nenhuma outra noutro estabelecimento de ensino superior público ou privado, português ou estrangeiro. Estudantes que, tendo sido Romanos, tenham 2 (duas) ou mais matrículas no ensino superior público ou privado, português ou estrangeiro sendo uma delas no IPV e após o Ritual de Purificação.
- Ilustre Doutor/Engenheiro/Enfermeiro - Estudantes do IPV que tenham um número de matrículas superior ao número de anos do curso e sem nenhuma outra noutro estabelecimento de ensino superior público ou privado, português ou estrangeiro. O número mínimo de matrículas para atingir esta condição será de 4 (quatro). Estudantes que, tendo sido Romanos, tenham 2 (duas) ou mais matrículas do que o número de anos do curso, sendo 2 (duas) delas no IPV, e tendo já passado pelo Ritual de Purificação. Estudantes que, tendo estado matriculado anteriormente no 1º ciclo de estudos do IPV, se matriculem em cursos de 2º ciclo de estudos e/ou pós-graduações.
- Infantes - Titulo Honorífico atribuído a Ilustres ou não estudantes que por mérito Académico tenham sido distinguidos pelo Conselho de Viriato. O Infante não é considerada Hierarquia da praxe. Caso o infante seja estudante do IPV rege-se pela hierarquia correspondente à sua condição.
- Sertório - Ilustres que, após avaliação e aprovação pelo Conselho de Viriato, sejam apresentados e tenham sido eleitos como tal, em Assembleia Geral de Ilustres.
- Viriato - O Sertório que tiver sido eleito como tal pelo Conselho de Viriato.
- Grão-Viriato - Titulo Honorífico atribuído ao Viriato que, por mérito Académico, tenha sido distinguido pelo Conselho de Viriato.

### Universidade de Trás Os Montes e Alto Douro
- Caloiro/Caloirinho
- Grande Animal
- Engenheiro/Doutor/Arquiteto
- Mestre
- Grão-Mestre
- Excelência (veteranos)

Títulos supremos
- Venerável Ancião
- Eremita

### Hierarquia de Praxe no âmbito da Academia de Leiria
I. Caloiros – Pertencem à categoria de Caloiros os estudantes que estejam matriculados no Ensino Superior de Leiria pela primeira vez.
- a. NOVATOS – São todos os Caloiros antes do seu baptismo;

- b. CORVOS – São todos os Caloiros quando Trajados após o ato do traçar da capa pela primeira vez, que simboliza para toda a Academia o agitar das suas asas com frenesim e o crocitar com alegria, augurando-se o bom prenúncio e o entronizar de uma nova geração.

II. SEMI-DOUTORES – São todos os estudantes da Academia de Leiria com duas matrículas.
III. DOUTORES – São todos os estudantes da Academia de Leiria com três matrículas.
IV. VETERANOS – São todos os estudantes da Academia de Leiria com quatro ou mais matrículas.
V. CARRASCOLUM ELIPTICUM – O Trajado que tiver sido eleito pela TEV para tal. A sua posição sobrepõe-se à de qualquer outro título referido anteriormente, mesmo que este tenha um número superior de matrículas.
VI. REAL D.DINIS – O Trajado que tiver sido eleito para tal pela Ordem D. Dinis. É o representante máximo da Academia de Leiria, também a sua posição se sobrepõe à de qualquer outro título ou número de matrículas.

### Universidade de Évora
A hierarquia da praxe, em escala ascendente, é a seguinte:
- Bichos, seres que se apresentam pela primeira vez para se inscrever na MI Universidade, sem qualquer educação e apego aos valores culturais, cheios de parasitas, vícios e comportamentos doentios, com uma alta propensão à grosseria, de ignorância total, acéfalos, nojentos, orgulhosos, vaidosos e incapazes de se comportarem com o brio e a alta capacidade de um Estudante Universitário. [5]
- Caloiros, aqueles que anteriormente eram Bichos e depois de terem sido corrigidos e lhes serem transmitidos os devidos ensinamentos da Vida pelos seus Senhores Estudantes e Graus Académicos superiores, passam com sucesso o primeiro dia 1 de Novembro, deixam de dever vassalagem à demais comunidade académica excetuando, ao seu padrinho ou madrinha. [6]
- Alunos, aqueles que passam com sucesso o segundo dia 1 de Novembro, e que sob a alçada da Madrinha iniciam o processo de desmame,[5] e adquirem o privilégio de envergar o traje. A capa do traje deste grau académico, deverá ser mantida negra, e sem emblemas. Não podem exercer a atividade de ensinamento a Bichos.
- Estudantes, "Senhores Estudantes", aqueles que após a terceira inscrição na MI Universidade, iniciam a árdua tarefa de educar os seus Bichos, e de os encaminhar transmitindo-lhes os alicerces da Vida Académica e Estudantil, alimentando-os, encaminhando-os pelas demais capelinhas, e dando-lhes os devidos tratamentos, a qualquer hora e em qualquer lugar, tratamentos estes enriquecidos em ensinamentos, que serão cruciais para a futura vida académica dos seres acéfalos.
- Digníssimos, "Digníssimos Senhores Estudantes", aqueles que possuem a quarta inscrição na MI Universidade, e mantêm ativa a chama da Vida Académica, através dos seus contributos e presenças nas capelinhas, bem como transmitindo os seus ensinamentos aos Bichos.
- Muy Illustres, "Muy Illustres e Dignissímos Senhores Estudantes" aqueles que possuem a quinta inscrição na MI Universidade, são  normalmente padrinhos e madrinhas dos Senhores Estudantes, e como tal, ainda exercem o direito de lhes pedir vassalagem, bem como aos respetivos bichos, aos quais também transmitirão as faculdades do Saber.
- Veneráveis, aqueles que possuem a quinta e posteriores inscrições na MI Universidade, tal como os dois graus académicos anteriores, são membros ativos da Vida Académica da MI Universidade com o direito a pedir vassalagem aos Bichos, e aos seus afilhados.
- Geraldo, "Geraldes Sem Pressa" este grau é concedido a apenas um estudante, que será aquele que tenha mais inscrições consecutivas na MI Universidade.
- Notáveis, aqueles aos quais lhes é reconhecido o devido mérito e são convidados a pertencer ao Conselho de Notáveis, conselho este que tem a tarefa de regular, verificar, supervisionar, as atividades relacionadas com a Tradição, e ainda manter e assegurar que são mantidos e passados corretamente, todos e cada um dos valores da Tradição.[6]

### Escola Superior de Saúde Jean Piaget Algarve - Silves
Hierarquia de Praxe por ordem decrescente
Dux Veteranorum - Capa Negra com 4 ou mais matriculas, ou que tenha pertencido à comissão de praxes do ano anterior.
Comissão de Praxes - Capas Negras com 3 ou mais matriculas, sendo constituída por 3, 5 ou 7 elementos.
Velha Guarda - Capa Negra com 5 ou mais matriculas
Veterano - Capa Negra com 4 matriculas
Doutor - Capa Negra com 3 matriculas
Pseudo-Doutor - Capa Negra com 2 matriculas que pode fazer o uso do traje mas que não poderá praxar até estar matriculado pela 3º vez
Pastranos - Capa Negra com apenas uma matricula. Condição transitória que vai desde o Traçar da Capa até efectuar a matricula.
Besta

### BRAGANÇA
A hierarquia da praxe, em escala ascendente, é a seguinte:
- Caloiro - integrante na praxe que, independentemente do número de matrículas, está a frequentar a praxe na academia pela primeira vez. Estes são os principais praxados.
- Puto/Putiza Académico(a) - integrante na praxe, na segunda matrícula, que foi caloiro na sua primeira matrícula. Este é espetador, não pode praxar.
- Doutor - integrante na praxe na sua terceira matrícula, pode praxar desde que devidamente trajado. Pode fazer parte da comissão de praxe.
- Veterano - integrange na praxe com 4 ou mais matrículas, pode praxar desde que devidamente trajado ou, vestido à civil, se faça acompanhar pela capa. Pode fazer parte da comissão de praxe.

A Comissão de praxe, responsável por organizar e supervisionar a praxe da sua escola, é constituída por membros eleitos em concelho de Veteranos:
- Doutores ou Veteranos por curso (2 membros por curso).
- Dux - cada curso tem 1 Dux eleito, responsável supervisionar a praxe do seu curso.
- Rex - autoridade máxima da praxe, responsável organizar e supervisionar a praxe académica.